# Ізабелін (Турецький повіт)
Ізабелін (пол. Izabelin) — село в Польщі, у гміні Брудзев Турецького повіту Великопольського воєводства.
Населення — 154 особи (2011).
У 1975-1998 роках село належало до Конінського воєводства.

## Демографія
Демографічна структура станом на 31 березня 2011 року:
|          | Загалом | Допрацездатний вік | Працездатний вік | Постпрацездатний вік |
| -------- | ------- | ------------------ | ---------------- | -------------------- |
| Чоловіки | 78      | 22                 | 52               | 4                    |
| Жінки    | 76      | 18                 | 44               | 14                   |
| Разом    | 154     | 40                 | 96               | 18                   |